# 阿古斯丁·卡萊里
阿古斯丁·卡萊里（Agustín Calleri，1976年9月14日—），是一位阿根廷職業網球運動員。於1995年轉為職業選手。單打最高世界排名為第16位。他是一位紅土型的選手。卡萊里已贏得過2個ATP巡迴賽冠軍。

## 外部連結
- 阿古斯丁·卡萊里（英文/西班牙文）的官方資料
- 阿古斯丁·卡萊里的國際網球總會 職業／青少年 官方資料（英文）
- 阿古斯丁·卡萊里的官方資料（英文）